# Sidney Altman
Sidney Altman, född 7 maj 1939 i Montréal, död 5 april 2022 i Rockleigh, Bergen County, New Jersey, var en kanadensisk-amerikansk biokemist. Han tilldelades, tillsammans med Thomas R Cech, nobelpriset i kemi 1989 med motiveringen "för deras upptäckt av katalytiska egenskaper hos RNA".
Altman och Cech upptäckte att RNA inte bara har en funktion för att lagra och överföra ärftlig information i cellen utan också att olika RNA-molekyler var aktiva och deltog i den redigeringsprocess där sekvenser i andra RNA-molekyler som inte kodar för någon del av ett protein (introner), tas bort och förkastas. Innan deras upptäckt trodde man allmänt att endast proteiner kunde ha en sådan katalytisk roll. RNA-molekyler med en sådan funktion har sedan fått namnet ribozymer.